# Dante (Dakota Południowa)
Dante – miasto w Stanach Zjednoczonych, w stanie Dakota Południowa, w hrabstwie Charles Mix.